# Квапишевский, Владислав

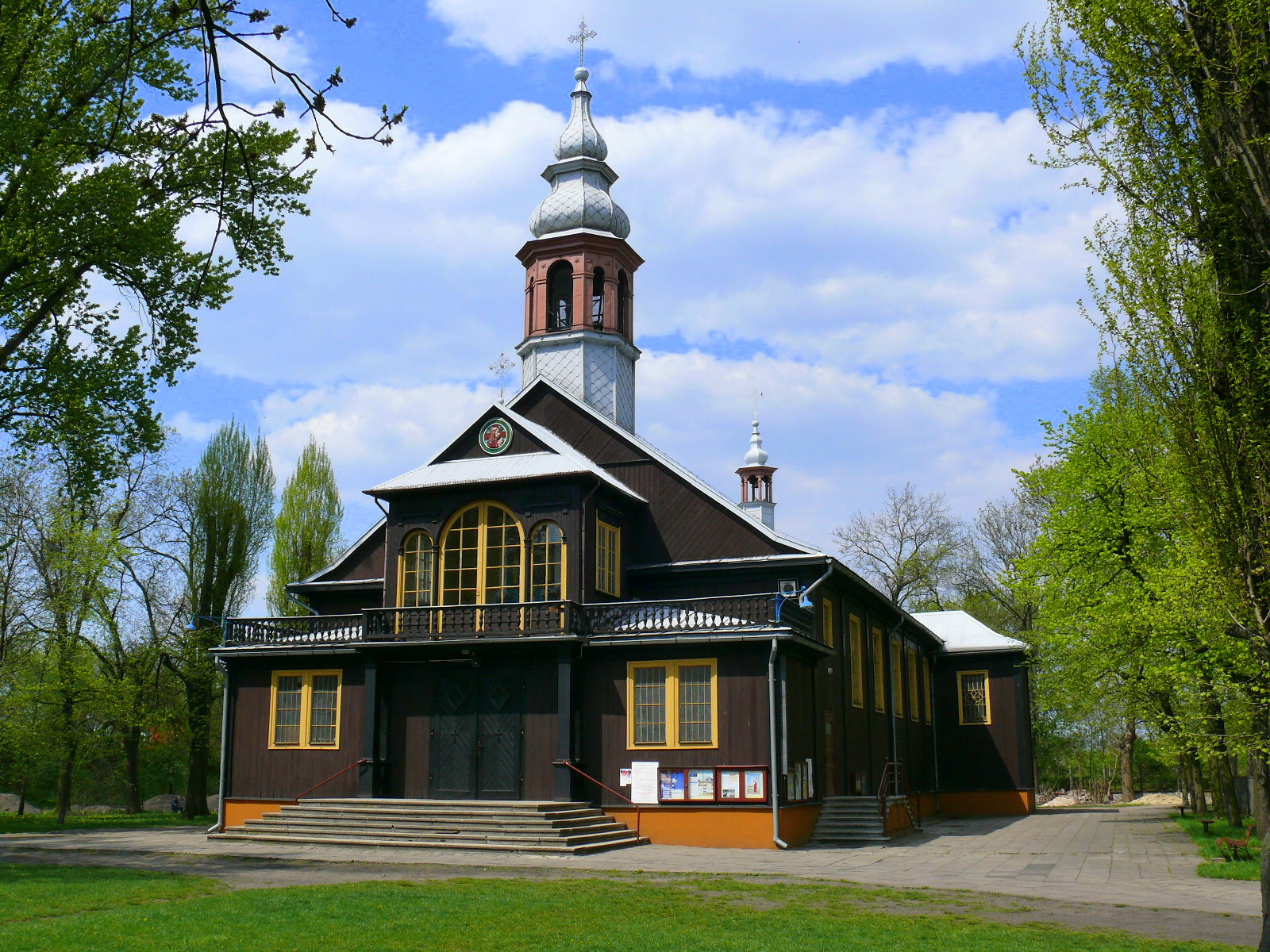
Костёл Святого Спасителя в Лодзи

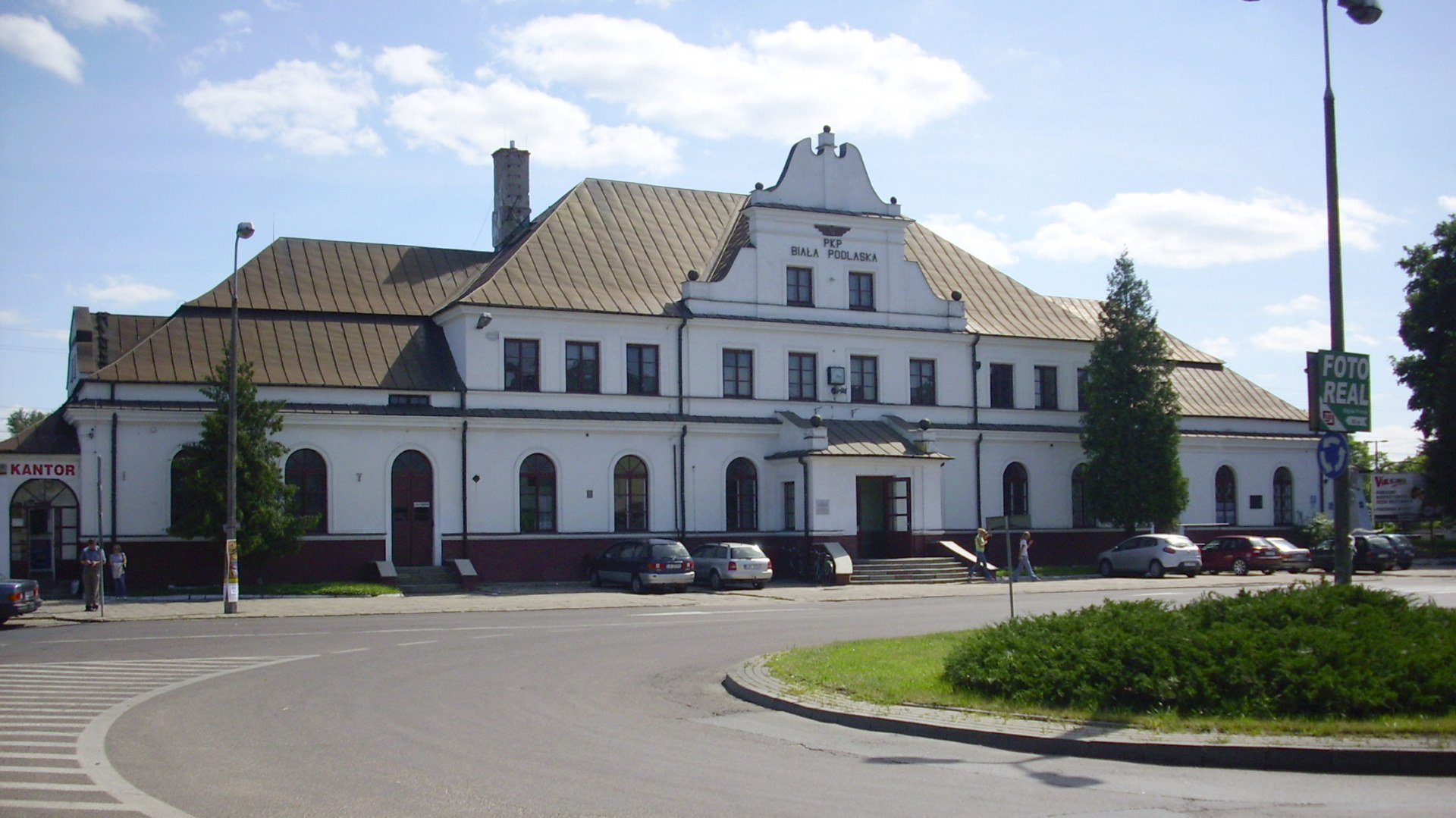
Здание железнодорожной станции в Бяла-Подляска

Владислав Квапишевский (пол. Władysław Kwapiszewski; 1882, Казимеж-Дольны — 11 мая 1938, Варшава) — польский архитектор.

## Биография
После окончания архитектурного факультета Дрезденского технического университета в 1910 в течение двух лет работал в Германии. Затем вернулся на родину в Варшаву. С 1913 года трудился в Москве, в 1915 году переехал в Киев, где вместе с группой польских архитекторов занимался сооружением военных объектов для «Земсоюза».
В конце 1918 года вернулся в Польшу, где, был назначен руководителем Польских государственных железных дорог. Осуществлял проектирование и надзор за восстановление разрушенных участков дорог и железнодорожных станций, в частности, в Гродзиске-Мазовецком, Хотылове, Бяла-Подляска.
В 1922 году был назначен архитектором г. Влоцлавек. С 1928 года — г. Лодзь, где разработал генеральный план застройки города. В 1932 году по его проекту построен костёл Святого Спасителя.
В 1937 году переехал в Варшаву.
Жена Квапишевская, Юлия — польская художница. Дочь Квапишевская, Данута (1922—1999) — польская балерина и скульптор.